# Битва за монастир Святих Апостолів

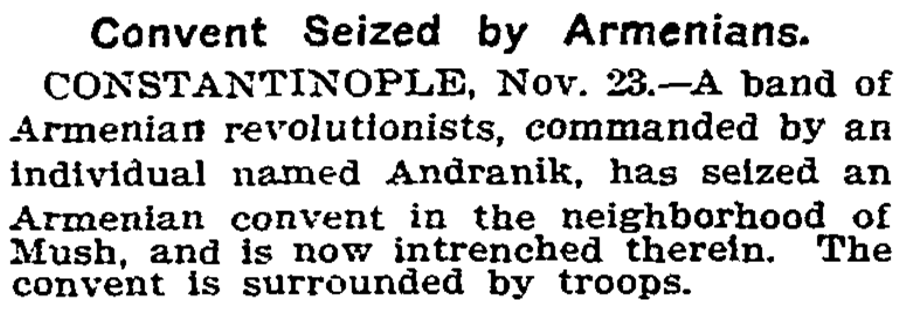
Повідомлення про бої в The New York Times

Битва за монастир Святих Апостолів (вірм. Առաքելոց վանքի կռիվը, Ařak'elots vank'i křivë) — збройний конфлікт у листопаді 1901 року, між військовими підрозділами Османської імперії та вірменським загоном бійців національно-визвольного руху (федаїнів), що закріпилися в монастирі Святих Апостолів (Сурб Аракелоц ванк), розташований за 5 км на південь від міста Муша, Османської імперії. Конфлікт тривав близько 25 днів.
Вірменська сторона ставила за мету привернути світову увагу до важких умов існування та до загрози життю всього вірменського населення в східних провінціях Османської імперії. Операцію здійснив загін Андраніка Озаняна спільно з Ґеворком Чаушем, Себастаці Мурадом (вірм. Սեբաստացի Մուրադը), Акопом Котеяном (вірм. Յակոբ Կոտոյեանը), Сейто Погосом (вірм. Սէյտօ Պօղոսը) та ін., загалом близько 40 бійців і 8—10 селян. У монастирі перебували ще кілька священнослужителів, що опікувались 60—70 сиротами, і обслуга, всього близько 80 осіб.
Османськими полком у складі 5 батальйонів, загальною кількістю до 6000 солдатів, командували Ферик паша і Алі паша.
Ватажком монастиря Святих Апостолів був архімандрит Оганес Мурадян.

## Історичні передумови
.

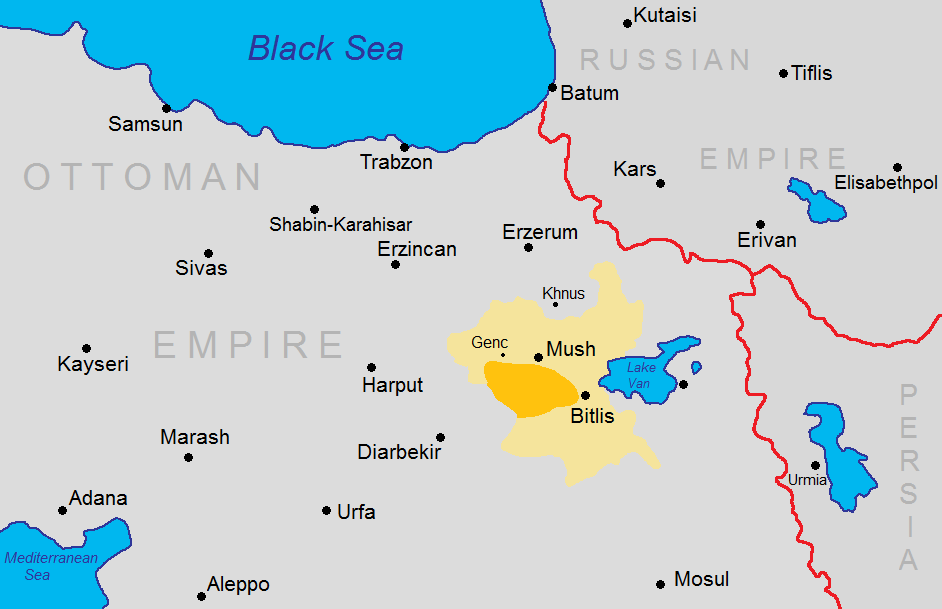
Райони Муша і Сасуна

1894 року, султан Абдул-Гамід II посилив гоніння на вірменський народ, які передували Абдул-Гамідійській різанині 1894—1896 років, коли відбулися масові вбивства вірмен. Ці події посилили національно-визвольні настрої серед вірменського населення. Соціал-демократична партія Гнчакян і Вірменська революційна федерація (Дашнакцутюн), були організаціями, які стояли на чолі вірменського національного руху в регіоні. 1899 року було вбито кількох ватажків вірменського національного руху (федаїнів). Андраніку Озаняну доручили керувати всіма силами опору, зосередженими в районах Муша і Сасуна. Під захист і командування Андраніка входили 38 сіл.
Бажаючи привернути увагу іноземних держав, зокрема консулів у Муші, до важкого становища, а також навислої загрози існуванню вірменського населення, Андранік Озанян і Акоп Котоян (прозваний Хаджі Акопом) з соратниками, вирішили скласти план збройної операції, яка могла б дати проблиск надії гнобленим вірменам у Східних провінціях.ЗІ спогадів Андраніка Озаняна:
«У селі Кілікузан скликали таємну нараду серед наших бійців. Я, Геворг, Арутюн, Вагаршак і Хаджі Акоп. Метою нашої наради було знайти засіб або вихід, щоб скоротити страждання, навислі над вірменським народом, і припинити грабежі й утиски з боку курдів і турків, оскільки курди і турки, вільно і без страху за скоєне, в вірменських селищах могли скоювати злочини і різне насильство, а влада, бачачи все це, не карала, що не спиняла і не викривала їх».
Оригінальний текст (вірм.)
Կէլիկուզան գիւղին մէջ մեր զինուորներէն գաղտնի խորհրդակցական ժողով մը գումարեցինք։ Ես, Գէորգ, Յարութիւն, Վաղարշակ եւ Հաճի Յակոբ։ Մեր խորհրդակցութեան նպատակն էր միջոց մը եւ ճամբայ մը գտնել, Հայ ժողովուրդին վրայ ծանրացող տառապանքը մեղմելու եւ թրքական ու քրտական հարստահարութիւններն ու հալածանքները դադարեցնելու, քանզի Քիւրտն ու Թուրքը ազատ եւ անվախ Հայ գիւղերուն մէջ իրենց ոճիրներն ու ամէն տեսակ բռնութիւնները կը գործադրէին եւ կառավարութիւնը այս բոլորը տեսնելով չէր պատժեր, չէր սանձահարեր եւ չէր սաստեր:

## Битва
В той час, як турецькі солдати шукали фідаїнів на Мушській рівнині, 3 листопада 1901 Андранік з 30 бійцями (Геворч Чавуш, Арутюн, Вагаршак, Газар, Мисак, Вартан та інші) спустилися з гір, до них приєднався загін Себастаці Мурада (вірм. Սեբաստացի Մուրադ). Попередньо підготувавши і зміцнивши загороджувальні й оборонні споруди, запасшись провіантом, зброєю і боєприпасами, загін Андраніка зайняв оборону в монастирі Святих Апостолів, що за 5 кілометрів на південь від міста Муша. У монастирі зібралося близько 40 бійців і 8—10 озброєних молодих хлопців-селян з найближчих сіл, крім них в монастирі перебували священики, 60—70 сиріт, їх вчителі та підсобні робітники, в кількості близько 80 чоловік.

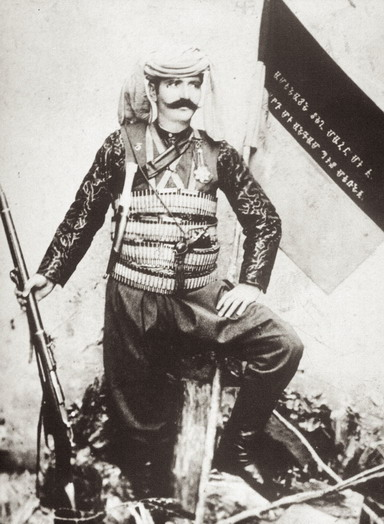
Андранік в 1900 роках

Влада, дізнавшись, що в монастирі Святих Апостолів розташувалися озброєні повстанці, направила війська для їх знищення. Полк у складі 5 батальйонів під командуванням Феріка паші й Алі паші з 6000 солдатів 7 листопада до 7 години вечора досяг і осадив вже добре укріплений монастир. Почалася битва за монастир Святих Апостолів. Тільки за три дні безперервних атак втрати живої сили в турецькому таборі становили понад 1200 убитих і поранених. Після невдалих спроб здобути монастир і численних втрат, зокрема через холодну погоду й епідемії, турецьке командування мусило піти на переговори. На 19-й день від турецького командування надійшли пропозиції обложеним про умови капітуляції і здачі монастиря. Після тривалих переговорів, у яких взяло участь і вірменське духовенство, а також глава Муша й іноземні консули, на 24-й день військового конфлікту, коли вже вичерпався запас боєприпасів, Андранік і його соратники вирішили залишити монастир. Вони пройшли крізь осаду і пішли невеликими групами в гори.
Так описує Лев Троцький дії Андраніка:
«…Андранік, одягнувши форму турецького офіцера, … обійшов навколо всіх нападників, розмовляючи з ними чудовою турецькою (he went the rounds of the entire quard, talking to them in excellent Turkish), … и разом з тим показуючи шлях відходу своїм людям (at the same time showing the way out to his own men)»

## Наслідки
Події в монастирі Святих Апостолів підвищили авторитет Андраніка і зробили його легендою серед вірмен. «Андранік не людська істота, він привид», — так висловлювалися про нього турки після того, як він зник. Курди вірили, що, коли Андранік паша вночі зняв з себе бурку, з неї випали безліч куль..
Життя Андраніка Озаняна сповнене героїзму й відданого служіння своєму народові.
1924 року, в Бостоні, Андранік опублікував свої мемуари «The Battle of Holy Apostles' Monastery by Gen. Andranik»
|  | Було необхідно показати турецьким і курдським народам, що вірменин може взятися за зброю, що вірменське серце може боротися і захищати свої права. Оригінальний текст (англ.) It was necessary to show to the Turkish and Kurdish peoples, that an Armenian can undertake a gun, that an Armenian heart can fight and protect his rights. |